# Fuentesecas
Fuentesecas es un municipio y localidad española de la provincia de Zamora, en la comunidad autónoma de Castilla y León. 

## Geografía
Forma parte del Alfoz de Toro, encontrándose situada a 14 km de Toro y 32 km de Zamora. Su término cuenta con una superficie de 14,6 km², en el que predomina un paisaje de tierras de cultivo de cereal, salpicado de cerros redondeados y en el que apenas se divisan árboles. El casco urbano se encuentra situado en un cerro, en el que predomina la arquitectura del tapial.

## Historia
Como el resto de alfoz toresano, durante la Edad Media Fuentesecas quedó integrado en el Reino de León, cuyos monarcas habrían acometido la repoblación de la localidad dentro del proceso repoblador llevado a cabo en la jurisdicción toresana.
Ya en la Edad Moderna, Fuentesecas estuvo integrado en la provincia de Toro, dependiendo desde la Edad Media del arciprestazgo toresano, siendo desde las Cortes leonesas de 1188 una de las localidades representadas por la ciudad de Toro en Cortes.
No obstante, al reestructurarse las provincias y crearse las actuales en 1833, la localidad pasó a formar parte de la provincia de Zamora, dentro de la Región Leonesa, integrándose en 1834 en el partido judicial de Toro.

## Geografía humana

### Demografía
Cuenta con una población de 44 habitantes (INE 2024).
| Gráfica de evolución demográfica de Fuentesecas entre 1842 y 2021                                                                                                  |
| |
| Población de derecho según los censos de población del INE Población de hecho según los censos de población del INEEn este censo se denominaba Fuentes Secas: 1842 |

| 106                        | 92 | 85 | 86 | 51 |
| (Fuente: [cita requerida]) |    |    |    |    |

## Patrimonio
Cuenta con una iglesia de grandes dimensiones, situada en una zona elevada desde la que es fácil tener una buena panorámica de su territorio circundante, y una ermita moderna.

## Fuentesinos ilustres
- Pablo Morillo y Morillo (1775-1837), militar y marino que llegó a ostentar los títulos de I conde de Cartagena y el de I marqués de La Puerta. Durante su etapa en la Armada Española participó en distintos combates, entre los que destacan las batallas del Cabo de San Vicente y Trafalgar. También es conocido por su participación en las guerras de independencia de Venezuela y Colombia como Jefe de la Expedición encargada de sofocar la rebelión. Menos conocida, pero también destacable, fue su participación en la Guerra de la Independencia Española en batallas tan decisivas como la de Bailén (la primera derrota napoleónica) y la de Vitoria (que forzó la retirada de las tropas francesas de España) o en la de Puentesampayo, donde fue el encargado de dirigir al ejército que derrotó al Mariscal Ney y obligó al ejército francés a evacuar Galicia.